# خرچنگ مرموز نرم‌دست
خرچنگ مرموز نرم‌دست (نام علمی: Ocypode cordimanus) نام یک گونه از سرده تندپاها است.